# 이천시내버스 (기업)
이천시내버스(利川市內-)는 경기도 이천시를 근거지로 하는 KD운송그룹 소속 버스 운수 회사이다. 본사는 경기도 이천시 율현동에 위치해 있다.

## 역사
2020년 2월 26일 설립되었다.

## 현황
2021년 1월 기준이다.
| 운행업체          | 보유 노선수 | 보유 노선수 | 보유 노선수 | 보유 노선수 | 보유 노선수 | 등록 대수 | 등록 대수 | 등록 대수 | 등록 대수 | 등록 대수 |
| ----------------- | ----------- | ----------- | ----------- | ----------- | ----------- | --------- | --------- | --------- | --------- | --------- |
| 운행업체          | 노선 합계   | 광역급행    | 직행좌석    | 일반좌석    | 시내일반    | 대수 합계 | 광역급행  | 직행좌석  | 일반좌석  | 시내일반  |
| 이천시내버스 (KD) | 14          | -           | 1           | -           | 13          | 14        | -         | 10        | -         | 4         |

## 운행 노선

### 일반시내버스
- ● 이천시의 시내버스 : 2020년 8월 31일부터 경기고속의 일부 이천시 공영버스 노선들을 이관받아 운행 중이다.
- ● 5번 : 신일아파트 ↔ 신둔도예촌역
- ● 6번 : 이천역 ↔ 이천역
- ● 111번 : 이천공영차고지 ↔ 여주대학교 (2024년 7월 3일 경기고속, 대원고속으로부터 이관받음)
- ● 114번 : 장호원터미널 ↔ 광주터미널 (2024년 8월 1일 대원고속으로부터 이관받음)
- ● 220번 : 이천역 ↔ 부발역
- ● 230번 : 이천터미널 ↔ 대흥리
- ● 240번 : 이천역 ↔ 신둔도예촌역
- ● 250번 : 이천역 ↔ 신둔도예촌역

### 직행좌석버스
- ● G2100번 : 이천역 ↔ 이천터미널 ↔ 동양아파트 ↔ 가천대 ↔ 문정로데오거리 ↔ 석촌역 ↔ 잠실광역환승센터(2020년 3월 17일 신설노선)
- ● 3302번 : 고산2통마을회관 ↔ 태전지구 ↔ 모란역 ↔ 문정로데오거리 ↔ 석촌역 ↔ 잠실역(2022년 5월 16일 신설노선)

## 보유 차량

#### 현대자동차
- 현대 쏠라티
- 현대 카운티 뉴 브리즈
- 현대 그린시티 개선형
- 현대 일렉시티
- 현대 뉴 프리미엄 유니버스 프라임
- 현대 뉴 프리미엄 유니버스 엘레강스 FCEV

#### 자일대우버스
- 자일대우 NEW BS090
- 자일대우 FX116 하모니

#### CHTC
- CHTC킨윈 에픽타운 전기버스
- CHTC킨윈 에픽시티 전기버스